# 지큐곶

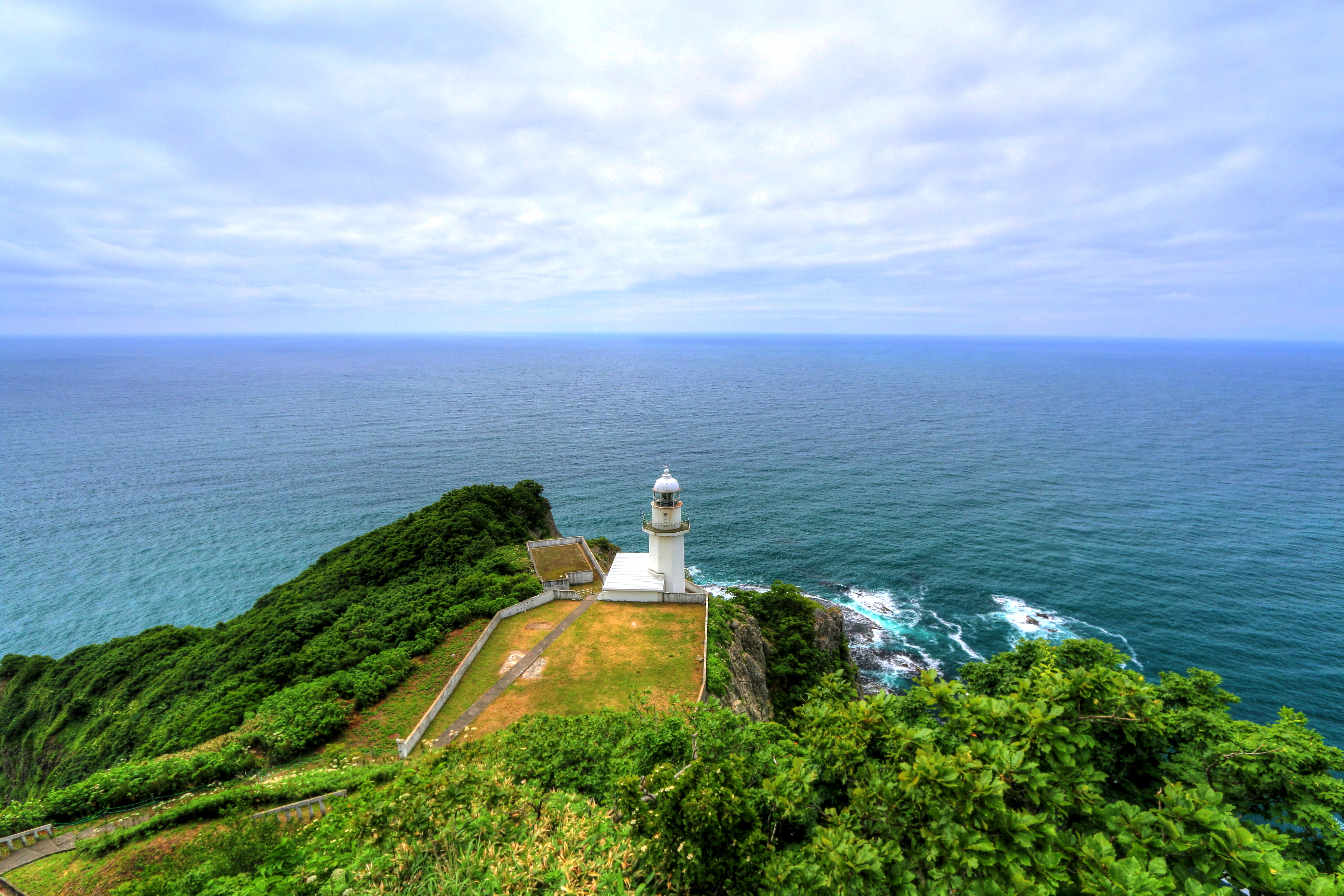
지큐미사키 등대

지큐곶(일본어: チキウ岬 지큐미사키[*])은 홋카이도 무로란시의 태평양에 접하는 곶이다. 곶의 명칭은 아이누어로 절벽을 의미하는 ci-ke-p에서 유래했다. 또한 이 단어에서 전이되서 지구곶(地球岬 지큐미사키[*])이라고도 불린다.